# 居尔日堡
居尔日堡（法語：Gurgy-le-Château，法語發音：[gyʁʒi lə ʃato]）是法国科多尔省的一个市镇，属于蒙巴尔区。

## 地理
居尔日堡（47°49'36"N, 4°55'36"E）面积17.65 平方千米，位于法国勃艮第-弗朗什-孔泰大區科多尔省，该省份为法国中东部省份，北起奥布省，西接涅夫勒省和约讷省，南至索恩-卢瓦尔省，东南接汝拉省，东临上索恩省，东北部与上马恩省接壤。
与居尔日堡接壤的市镇（或旧市镇、城区）包括：居尔日城、比克瑟罗勒、尚班、法沃罗勒莱吕塞、吕塞、奥布河畔鲁夫尔。

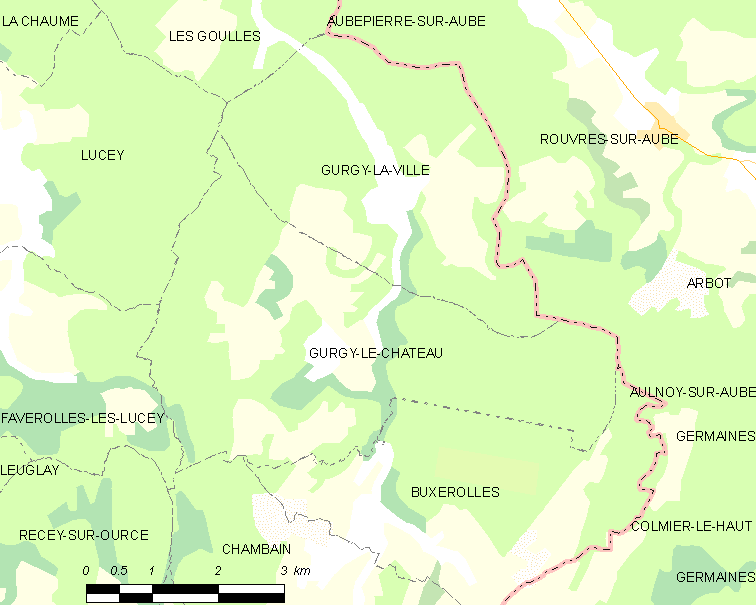
居尔日堡的OSM定位图

居尔日堡的时区为UTC+01:00、UTC+02:00（夏令时）。

## 行政
居尔日堡的邮政编码为21290，INSEE市镇编码为21313。

## 政治
居尔日堡所属的省级选区为塞纳河畔沙蒂永县。

## 人口

1962-2008年间居尔日堡人口变化图示

居尔日堡于2022年1月1日时的人口数量为45人。